# Cochliogonus vulgatus
Cochliogonus vulgatus är en mångfotingart som först beskrevs av Carl Oscar von Porat 1888.  Cochliogonus vulgatus ingår i släktet Cochliogonus och familjen Spirostreptidae. Inga underarter finns listade i Catalogue of Life.